# جين بوزيراند
جين بوزيراند، صحفي فرنسي. عندما عاش في باريس حوالي في السنوات القريبة من عام 1900م، كان يلعب الشطرنج مع لينين في مقاهي مونتبارناس. كان صديقا للمؤلف الموسيقي فيليب جوبارت.